# Synagoga w Dobczycach
Synagoga w Dobczycach – synagoga powstała w XIX wieku. Mieściła się przy ulicy Na łężku (obecnie ulica Jagiellońska). Została zniszczona w czasie II wojny światowej. Nie zachowała się do dziś.